# Pêra Velha
Pêra Velha ist ein Ort und eine ehemalige Gemeinde (Freguesia) im portugiesischen Kreis Moimenta da Beira. Die Gemeinde hatte 214 Einwohner (Stand 30. Juni 2011).
Am 29. September 2013 wurden die Gemeinden Pêra Velha, Aldeia de Nacomba und Ariz zur neuen Gemeinde União das Freguesias de Pêra Velha, Aldeia de Nacomba e Ariz zusammengeschlossen. Pêra Velha ist Sitz dieser neu gebildeten Gemeinde.